# Belgische militaire begraafplaats van Halen
De Belgische militaire begraafplaats van Halen is een militaire begraafplaats aan de Liniestraat in de Belgische stad Halen.
Deze begraafplaats heeft een oppervlakte van 55 are waarop 181 Belgische graven liggen uit de Eerste Wereldoorlog. De meerderheid van de soldaten (109) zijn gesneuveld tijdens de Slag der Zilveren Helmen op 12 augustus 1914 en 31 graven zijn van ongeïdentificeerde soldaten.
In 1915 liet de burgemeester van Velpen een (kleinere) begraafplaats aanleggen op deze plaats. In 1939 werd deze begraafplaats heraangelegd naar aanleiding van de 25e verjaardag van de slag en uitgebreid tot de huidige oppervlakte.
De begraafplaats is in 2008 beschermd als monument en in 2018 als vastgesteld bouwkundig erfgoed.

## Galerij

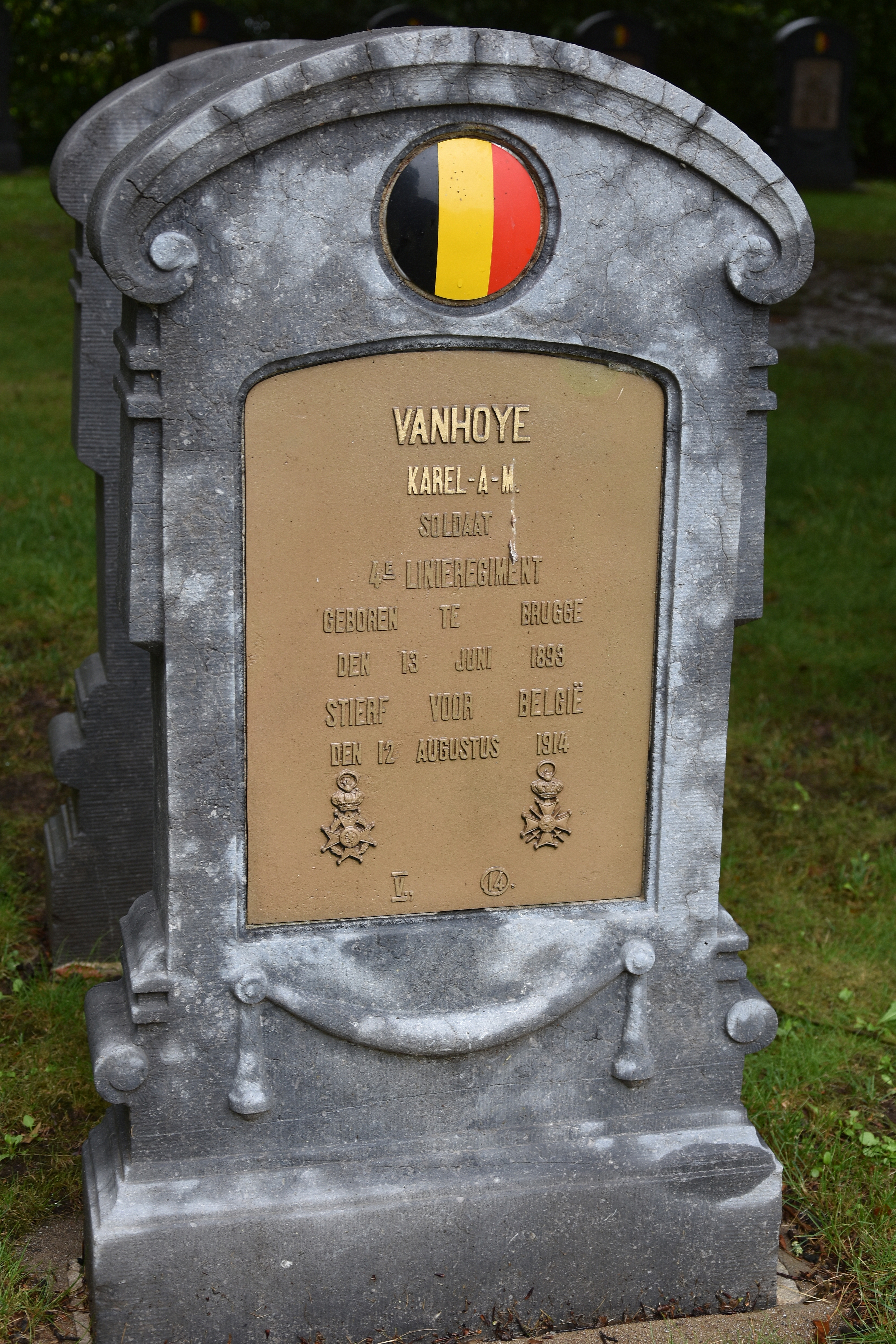
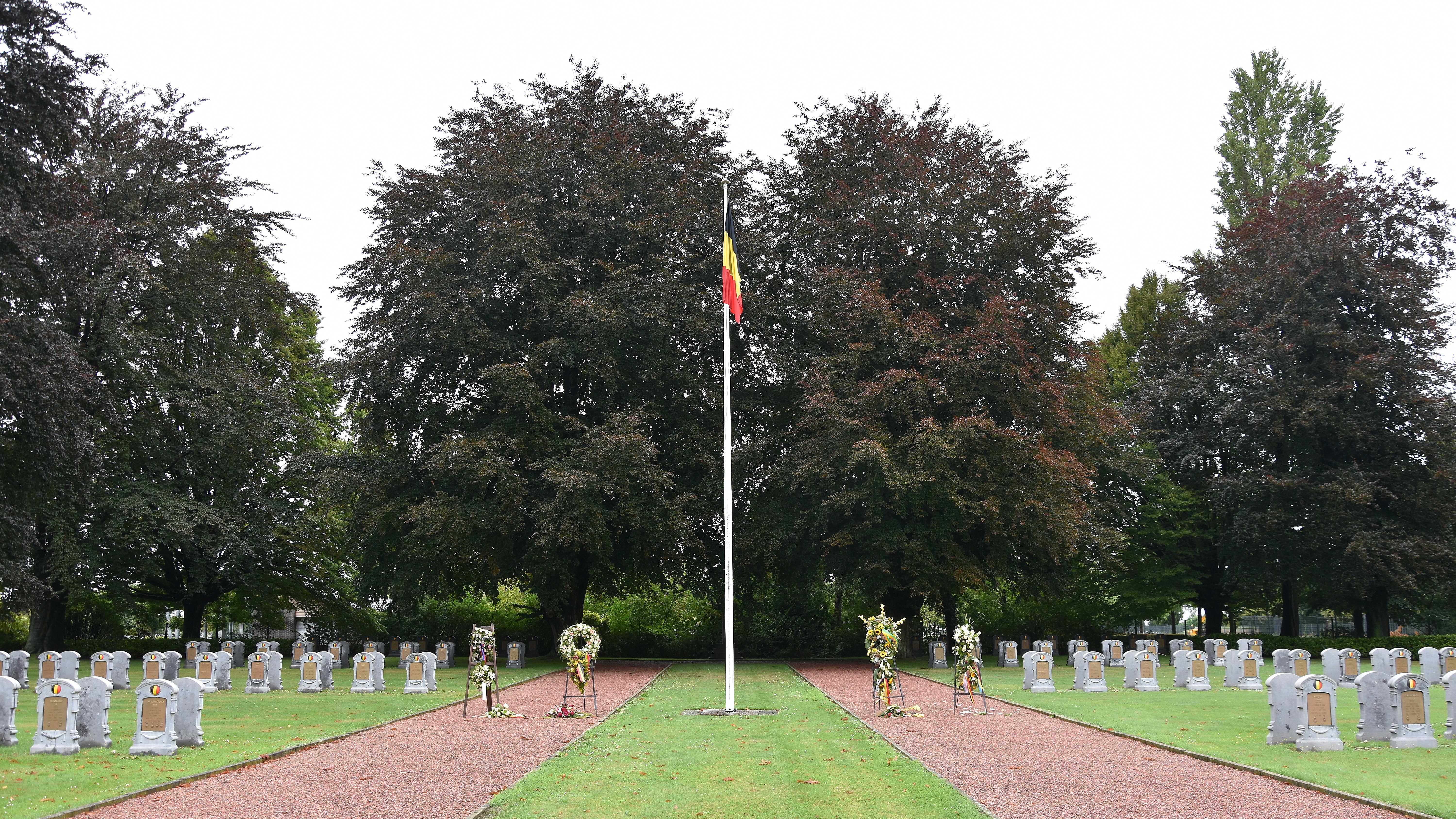
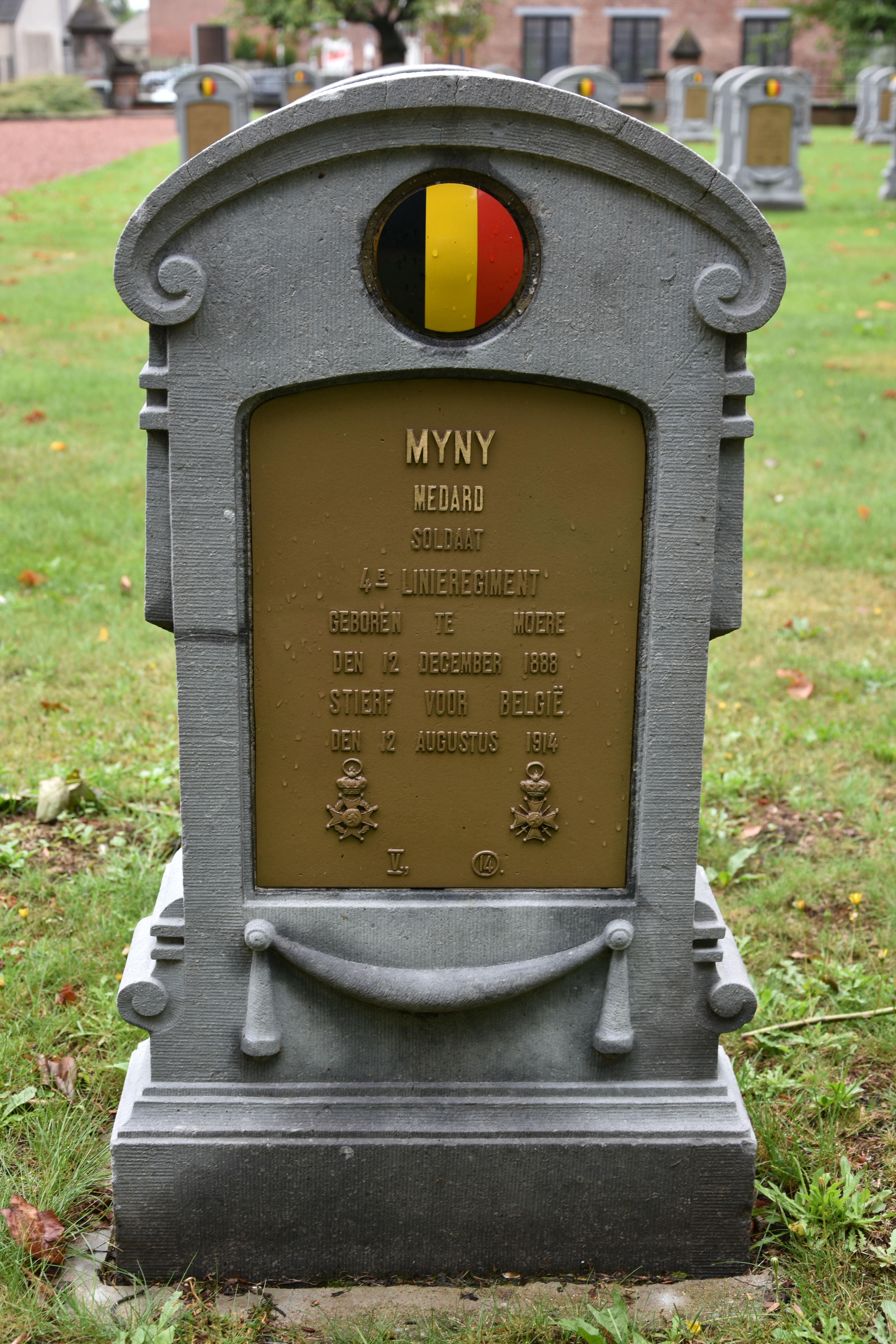

## Monument nabij
Naast de begraafplaats, in de Liniestraat links, staat een monument voor het 4e en 24e linieregiment. Dit herdenkingsteken heeft sinds 2018 de status: vastgesteld bouwkundig erfgoed.